# Canti de casa mae
Canti de casa mae è il primo album del gruppo I Trilli pubblicato nel 1973 dall'etichetta Area record, prodotto da Gianni De Scalzi.
Si tratta dell'album più venduto nell'ambito della musica etnica ligure, dopo il celebre Crêuza de mä di Fabrizio De André.

## Tracce
Lato A
1. Quarto a-o mä (Buzzelli, Lugaro, Mazzarella)
2. Madonninn-a di pescoei (Carbone, Vigevani)
3. Saluta Zena (Anselmi, Antola)
4. Foxe de Zena (Piccone)
5. Lanterna de Zena (Anonimo)
6. Comme t'è bella, Zena (De Scalzi)

Lato B
1. Piccon, dagghe cianin! (De Santis, Pesce)
2. Trilli Trilli (Anonimo, Darini)
3. O ricordo (Primmo amò) (Foppiano, Bergonzi)
4. O barcaieu (Anonimo, Darini)
5. Dormi, combo (Anonimo, Darini)